# Джерело № 2 (Чорноголова)
Джерело № 2 — гідрологічна пам'ятка природи місцевого значення в Україні. Розташована на території Ужгородського району Закарпатської області, на південний схід від села Чорноголова.
Площа 0,5 га. Статус отриманий у 1984 році. Перебуває у віданні ДП «В. Березнянське ЛГ» (Чорноголівське лісництво, квартал 13, виділ 58).
Вода вуглекисла, хлоридно-гідрокарбонатно-натрієва. Заг. мінералізація — 11,1 г/л. Для лікування захворювань органів травлення.